# 特雷韦尔加特
特雷韦尔加特（法語：Tréouergat，法語發音：[tʁewɛʁɡat]）是法国菲尼斯泰尔省的一个市镇，属于布雷斯特区。

## 地理
特雷韦尔加特（48°29'48"N, 4°36'9"W）面积6.1 平方千米，位于法国布列塔尼大區菲尼斯泰尔省，该省份为法国最西部的省份，位于布列塔尼半岛西部，北西南三面环大西洋，东临阿摩尔滨海省和莫尔比昂省。
与特雷韦尔加特接壤的市镇（或旧市镇、城区）包括：朗里沃阿雷、普卢甘、普卢兰、米利扎克-吉普龙韦勒。

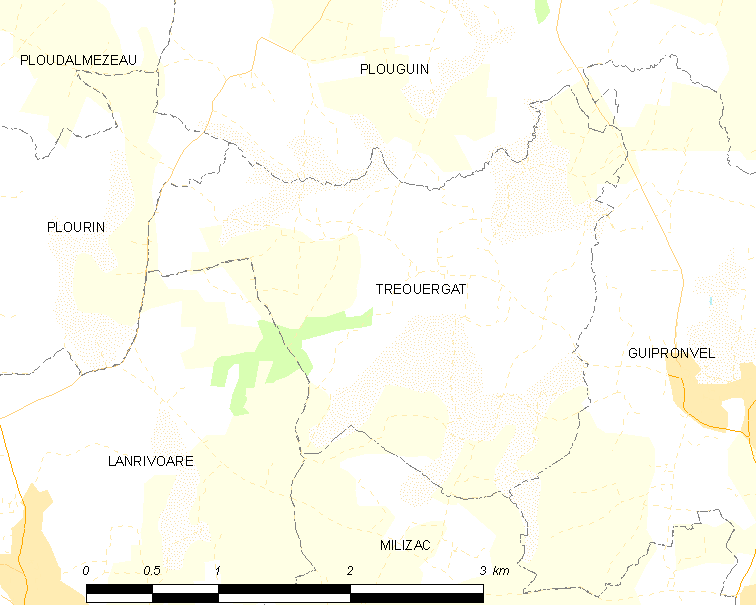
特雷韦尔加特的OSM定位图

特雷韦尔加特的时区为UTC+01:00、UTC+02:00（夏令时）。

## 行政
特雷韦尔加特的邮政编码为29290，INSEE市镇编码为29299。

## 政治
特雷韦尔加特所属的省级选区为圣勒南县。

## 人口

1962-2008年间特雷韦尔加特人口变化图示

特雷韦尔加特于2022年1月1日时的人口数量为325人。